# Opelika (Alabama)
Opelika es una ciudad ubicada en el condado de Lee en el estado estadounidense de Alabama. En el censo de 2000, su población era de 23 498.

## Demografía
En el 2000 la renta per cápita promedia del hogar era de $ 33.397$, y el ingreso promedio para una familia era de 43.200$. El ingreso per cápita para la localidad era de 18.023$. Los hombres tenían un ingreso per cápita de 31.237$ contra 21.819$ para las mujeres.

## Geografía
Opelika está situado en 32°38′49″N 85°23′21″O / 32.64694, -85.38917 (32.647183, -85.389404).
Según la Oficina del Censo de los EE. UU., la ciudad tiene un área total de 53.44 millas cuadradas (138.40 km²).